# Ermershausen (Niederstetten)
Ermershausen ist ein Wohnplatz auf der Gemarkung der Kernstadt Niederstetten im Main-Tauber-Kreis im fränkisch geprägten Nordosten Baden-Württembergs.

## Geographie
Der Weiler Ermershausen liegt etwa 3,5 Kilometer südwestlich der Stadt Niederstetten.

## Geschichte
Der Ort wurde im Jahre 1365 erstmals urkundlich als Irmigershusen erwähnt.

## Kulturdenkmale
Kulturdenkmale in der Nähe des Wohnplatzes sind in der Liste der Kulturdenkmale in Niederstetten verzeichnet.

## Verkehr
Der Ort ist über die K 2855 zu erreichen, die Ermershausen durchquert und im Norden von der L 1020 und im Süden von der B 290 abzweigt.